# Kanton Châlette-sur-Loing
Kanton Châlette-sur-Loing is een kanton van het Franse departement Loiret. Het kanton maakt deel uit van het arrondissement Montargis.

## Gemeenten
Het kanton Châlette-sur-Loing omvatte tot 2014 de volgende gemeenten:
- Cepoy
- Châlette-sur-Loing (hoofdplaats)
- Corquilleroy
- Paucourt
- Pannes
- Villevoques

Na de herindeling van de kantons door het decreet van 25 februari 2014 met uitwerking op 22 maart 2015 omvat het de volgende 6 gemeenten :
- Amilly
- Cepoy
- Châlette-sur-Loing
- Conflans-sur-Loing
- Corquilleroy
- Paucourt